# 청석굴
청석꿀은 충청북도 청주시 상당구 미원면 운암리에 있는 옥천 누층군 창리층에 발달한 동굴이다. 2015년 4월 17일 청주시의 향토유적 제3호로 지정되었다.

## 개요
찍개 등 구석기 유물이 출토된 곳으로 청주의 선사시대 역사를 연구하는데 중요한 자료이다.

## 지질
청주시 미원면 운암리 산 22 (N 36°36'47.29", E 127°41'09.62", 미원면 운암3길 12-16)의 옥화9경 제1경 청석굴 동굴을 구성하는 암석은 옥천 누층군 창리층의 암회색 내지 흑색 세립사암 및 실트스톤, 흑색 셰일 그리고 이들에 협재된 석회암으로 구성되며 배사 습곡과 충상단층도 발달되어 있다.
옥화9경 청석굴
- 청석굴 부근의 창리층 절벽
- 청석굴 부근 암벽의 습곡구조
- 동굴 전경
- 동굴 내부

## 같이 보기
- 옥천 누층군 창리층
- 청주시의 지질